# Schwedische Division 1 (Eishockey) 1950/51
Die Saison 1950/51 war die siebte Spielzeit der Division 1 als höchster schwedischen Eishockeyspielklasse. Meister wurde Djurgårdens IF. IK Huge, Tranebergs IF, Västerås IK und IFK Norrköping stiegen in die zweite Liga ab.

## Modus
In der Hauptrunde wurde die Liga in zwei Gruppen (Nord und Süd) eingeteilt. Jede der sechs Mannschaften pro Gruppe absolvierte insgesamt zehn Spiele. Die beiden Gruppensieger trafen im Meisterschaftsfinale aufeinander. Die beiden Letztplatzierten jeder Gruppe stiegen direkt in die zweite Liga ab. Für einen Sieg erhielt jede Mannschaft zwei Punkte, bei einem Unentschieden gab es einen Punkt und bei einer Niederlage null Punkte.

## Hauptrunde

### Gruppe Nord
|    | Klub          | Sp | S | U | N | T  | GT | Punkte |
| -- | ------------- | -- | - | - | - | -- | -- | ------ |
| 1. | AIK Solna     | 10 | 9 | 1 | 0 | 56 | 19 | 19     |
| 2. | Hammarby IF   | 10 | 6 | 1 | 3 | 49 | 23 | 13     |
| 3. | Gävle GIK     | 10 | 6 | 1 | 3 | 43 | 25 | 13     |
| 4. | Mora IK       | 10 | 4 | 0 | 6 | 34 | 40 | 8      |
| 5. | IK Huge       | 10 | 2 | 1 | 7 | 28 | 45 | 5      |
| 6. | Tranebergs IF | 10 | 1 | 0 | 9 | 25 | 83 | 2      |

Sp = Spiele, S = Siege, U = Unentschieden, N = Niederlagen

### Gruppe Süd
|    | Klub           | Sp | S  | U | N | T  | GT | Punkte |
| -- | -------------- | -- | -- | - | - | -- | -- | ------ |
| 1. | Djurgårdens IF | 10 | 10 | 0 | 0 | 68 | 19 | 20     |
| 2. | Södertälje SK  | 10 | 8  | 0 | 2 | 67 | 20 | 16     |
| 3. | Forshaga IF    | 10 | 5  | 0 | 5 | 54 | 44 | 10     |
| 4. | IK Göta        | 10 | 4  | 0 | 6 | 27 | 59 | 8      |
| 5. | Västerås IK    | 10 | 2  | 0 | 8 | 27 | 62 | 4      |
| 6. | IFK Norrköping | 10 | 1  | 0 | 9 | 21 | 60 | 2      |

Sp = Spiele, S = Siege, U = Unentschieden, N = Niederlagen

## Meisterschaftsfinale
- Djurgårdens IF – AIK Solna 10:2/6:2